# Paraleptidea femorata
Paraleptidea femorata är en skalbaggsart som beskrevs av Pierre Émile Gounelle 1913. Paraleptidea femorata ingår i släktet Paraleptidea och familjen långhorningar. Inga underarter finns listade i Catalogue of Life.